# Kamionka (powiat szczecinecki)
Kamionka (niem. Steinburg) – wieś w Polsce położona w województwie zachodniopomorskim, w powiecie szczecineckim, w gminie Grzmiąca.
Osada należała do rodziny Glassenapp. Obecnie praktycznie nie istnieje – większość budynków została wyburzona. Z XIX wiecznego założenia dworsko-parkowego zachował się zniszczony park krajobrazowy z drzewostanem rodzimym, przeważają buki i dęby. 